# Stalachtis adelpha
Stalachtis adelpha är en fjärilsart som beskrevs av Otto Staudinger 1888. Stalachtis adelpha ingår i släktet Stalachtis och familjen juvelvingar. Inga underarter finns listade i Catalogue of Life.